# Heba Hefny
Heba Rashid Hefny (en arabe : هبة رشيد حفني), née le 16 octobre 1972, est une judokate égyptienne.

## Carrière
Heba Hefny remporte le tournoi de judo des Jeux de la Francophonie de 1994 à Paris dans la catégorie des plus de 72 kg. Elle est double médaillée d'or, dans la catégorie des plus de 72 kg et en open (toutes catégories), aux Jeux africains de 1995 à Harare. Elle remporte la même année le Tournoi de Varsovie dans la catégorie des plus de 72 kg. Elle est double médaillée d'argent aux Championnats d'Afrique de judo 1996 à Pretoria (en plus de 72 kg et en open) puis obtient la médaille d'or des plus de 72 kg aux Jeux panarabes de 1997 à Beyrouth, la médaille d'argent des plus de 72 kg aux Jeux méditerranéens de 1997 à Bari et la médaille d'or des plus de 78 kg aux Championnats d'Afrique de judo 1998 à Dakar.
Elle est double médaillée d'or aux Jeux africains de 1999 à Johannesbourg, en plus de 78 kg et en toutes catégories.
Elle est médaillée d'or dans la catégorie des plus de 78 kg aux Jeux méditerranéens de 2001 à Tunis et médaillée de bronze aux Jeux de la Francophonie de 2001 à Ottawa dans la catégorie des plus de 78 kg.
Aux Championnats d'Afrique de judo 2001 à Alger, elle est médaillée d'or dans la catégorie des plus de 78 kg et médaillée d'argent en open (toutes catégories).
Aux Championnats d'Afrique de judo 2002 au Caire, elle est médaillée d'or dans la catégorie des plus de 78 kg ainsi qu'en open (toutes catégories). Elle est médaillée d'or toutes catégories aux Jeux africains de 2003 à Abuja.
Elle dispute également trois éditions des Jeux olympiques, en 1992, 1996 et 2000, sans obtenir de médaille.